# Jasen Petrov
Jasen Petrov Petrov (in bulgaro Ясен Петров Петров?; Plovdiv, 23 giugno 1968) è un allenatore di calcio, dirigente sportivo ed ex calciatore bulgaro, di ruolo centrocampista.

## Carriera

### Calciatore
Prodotto del vivaio del Botev Plovdiv, esordì in prima squadra nel 1988 e vi militò per un triennio, prima di passare al Pirin Goce Delčev. In seguito giocò nel Levski Sofia, di nuovo nel Botev Plovdiv e poi nel Lokomotiv Sofia. Nel 1997 si trasferì in Cina per giocare nel Wuhan Yaqi e poi, nel 1998, nello Jiangsu Sainty. Rientrato in patria, vestì la maglia del Lokomotiv Sofia e nel 1999 si spostò a Cipro, nelle file dell'Alkī Larnaca. Dopo una breve esperienza allo Slavia Sofia, nel 2000 si trasferì in Germania, dove difese i colori del Meppen e del TeBe Berlino. Nel 2001 chiuse la carriera in Cina, nel Chengdu Wuniu.
Nel 1993 vestì per tre volte la maglia della nazionale bulgara.

### Allenatore
Da allenatore iniziò nel 2002, al Lokomotiv Sofia. Ha allenato varie squadre bulgare e cinesi. Dal gennaio del 2021 al giugno 2022 ha allenato la nazionale bulgara, dalla cui guida si è dimesso dopo la sconfitta per 2-5 subita contro la Georgia in UEFA Nations League.

## Statistiche

### Cronologia presenze e reti in nazionale
| Cronologia completa delle presenze e delle reti in nazionale ― Bulgaria | Cronologia completa delle presenze e delle reti in nazionale ― Bulgaria | Cronologia completa delle presenze e delle reti in nazionale ― Bulgaria | Cronologia completa delle presenze e delle reti in nazionale ― Bulgaria | Cronologia completa delle presenze e delle reti in nazionale ― Bulgaria | Cronologia completa delle presenze e delle reti in nazionale ― Bulgaria | Cronologia completa delle presenze e delle reti in nazionale ― Bulgaria | Cronologia completa delle presenze e delle reti in nazionale ― Bulgaria |
| Data                                                                    | Città                                                                   | In casa                                                                 | Risultato                                                               | Ospiti                                                                  | Competizione                                                            | Reti                                                                    | Note                                                                    |
| ----------------------------------------------------------------------- | ----------------------------------------------------------------------- | ----------------------------------------------------------------------- | ----------------------------------------------------------------------- | ----------------------------------------------------------------------- | ----------------------------------------------------------------------- | ----------------------------------------------------------------------- | ----------------------------------------------------------------------- |
| 10-1-1993                                                               | Béja                                                                    | Tunisia                                                                 | 3 – 0                                                                   | Bulgaria                                                                | Amichevole                                                              | -                                                                       | 45’                                                                     |
| 18-2-1993                                                               | Dubai                                                                   | Emirati Arabi Uniti                                                     | 1 – 0                                                                   | Bulgaria                                                                | Amichevole                                                              | -                                                                       | 45’                                                                     |
| 20-2-1993                                                               | Dubai                                                                   | Emirati Arabi Uniti                                                     | 1 – 3                                                                   | Bulgaria                                                                | Amichevole                                                              | -                                                                       | 75’                                                                     |
| Totale                                                                  |                                                                         | Presenze                                                                | 3                                                                       |                                                                         | Reti                                                                    | 0                                                                       |                                                                         |

## Palmarès

### Giocatore

#### Competizioni nazionali
- China League One: 1

Wuhan Yaqi: 1997
- Coppa di Bulgaria: 2

Levski Sofia: 1991-1992
Lokomotiv Sofia: 1994-1995